# Аркалицька міська адміністрація
Аркали́цька міська адміністрація (каз. Арқалық қаласы әкімдігі, рос. Аркалыкская городская администрация) — адміністративна одиниця у складі Костанайської області Казахстану. Адміністративний центр — місто Аркалик.

## Населення
Населення — 39210 осіб (2021; 40876 у 2009, 63173 у 1999, 86195 у 1989).
Національний склад (станом на 2010 рік):
- казахи — 30053 особи (73,64%)
- росіяни — 5874 особи (14,39%)
- українці — 1464 особи (3,59%)
- татари — 886 осіб
- білоруси — 555 осіб
- башкири — 354 особи
- молдовани — 310 осіб
- німці — 222 особи
- азербайджанці — 214 осіб
- чуваші — 119 осіб
- чеченці — 82 особи
- корейці — 75 осіб
- удмурти — 74 особи
- поляки — 64 особи
- мордва — 38 осіб
- вірмени — 32 особи
- інгуші — 1 особа
- інші — 396 осіб

## Склад
До складу адміністрації входять місто Аркалик, 2 сільські адміністрації та 10 сільських округів:
| Поселення                         | Площа, км² | Населення, осіб (1989) | Населення, осіб (1999) | Населення, осіб (2009) | Населення, осіб (2021) | Центр     | К-ть НП |
| --------------------------------- | ---------- | ---------------------- | ---------------------- | ---------------------- | ---------------------- | --------- | ------- |
| Аркалик, місто                    | -          | 62367                  | 45736                  | 28169                  | 29589                  | -         | 1       |
| Єкідінська сільська адміністрація | -          | 1656                   | 910                    | 474                    | 322                    | Єкідін    | 1       |
| Цілинна сільська адміністрація    | -          | 1058                   | 636                    | 315                    | 260                    | Цілинне   | 1       |
| Ангарський сільський округ        | -          | 1150                   | 756                    | 455                    | 379                    | Ангарське | 1       |
| Ашутастинський сільський округ    | -          | 2176                   | 2547                   | 2543                   | 1651                   | Ашутасти  | 2       |
| Восточний сільський округ         | -          | 1050                   | 1246                   | 1225                   | 1094                   | Восточне  | 1       |
| Жалгизтальський сільський округ   | -          | 1180                   | 624                    | 386                    | 249                    | Жалгизтал | 1       |
| Жанакалинський сільський округ    | -          | 916                    | 588                    | 411                    | 300                    | Жанакала  | 1       |
| Кайиндинський сільський округ     | -          | 2845                   | 1869                   | 937                    | 537                    | Кайинди   | 3       |
| Коктауський сільський округ       | -          | 1107                   | 559                    | 272                    | 192                    | Коктау    | 1       |
| Молодіжний сільський округ        | -          | 2102                   | 1276                   | 744                    | 394                    | Молодіжне | 2       |
| Родинський сільський округ        | -          | 6340                   | 4160                   | 2813                   | 2623                   | Родина    | 2       |
| Уштобинський сільський округ      | -          | 1042                   | 751                    | 602                    | 421                    | Уштобе    | 1       |
| Фурмановський сільський округ     | -          | 1206                   | 1515                   | 1530                   | 1199                   | Фурманово | 1       |

- 18 грудня 2019 року ліквідовано Аккошкарську сільську адміністрацію та Ашутастинську сільську адміністрацію, утворено Ашутастинський сільський округ; ліквідовано Матросовську сільську адміністрацію та Молодіжненську сільську адміністрацію, утворено Молодіжний сільський округ; ліквідовано Мирненську сільську адміністрацію та Родинську сільську адміністрацію, утворено Родинський сільський округ[4].

## Найбільші населені пункти
Населені пункти з чисельністю населення понад 1000 осіб:
| № | Населений пункт | Населення, осіб (1989) | Населення, осіб (1999) | Населення, осіб (2009) | Населення, осіб (2021) |
| - | --------------- | ---------------------- | ---------------------- | ---------------------- | ---------------------- |
| 1 | Аркалик         | 62367                  | 45736                  | 28169                  | 29589                  |
| 2 | Родина          | 4654                   | 3224                   | 2529                   | 2535                   |
| 3 | Ашутасти        | 1482                   | 1736                   | 1914                   | 1451                   |
| 4 | Фурманово       | 1206                   | 1515                   | 1530                   | 1199                   |
| 5 | Восточне        | 1050                   | 1246                   | 1225                   | 1094                   |